# Jesse Klaver
Jesse Klaver, né le 1er mai 1986 à Rosendael, est un homme politique néerlandais. Il est représentant à la Seconde Chambre depuis 2010 et dirige la Gauche verte (GL) depuis 2015.
Il est également président du mouvement de jeunesse écologiste DWARS de 2008 à 2009, puis président du syndicat de la jeunesse de la Fédération nationale des syndicats chrétiens (CNV) entre 2009 et 2010. Il est membre du Conseil économique et social des Pays-Bas durant la même période.

## Biographie

### Jeunesse
Jesse Feras Klaver est né d'un père d'origine marocaine et d'une mère d'origine néerlandaise et indonésienne.Il grandit sans son père et le rencontre pour la première fois trois ans après le décès de sa mère, ce qui explique son nom de famille repris du côté maternel. Son père est originaire de Al Hoceïma au Maroc. Ses grands-parents jouent un grand rôle dans son éducation. Entre 1999 et 2004, il étudie à l'école Waldorf Michael College de Prinsenbeek. 
Entre 2006 et 2009, il est membre du conseil d'administration de DWARS, l'organisation de jeunesse de GroenLinks. En premier lieu président du comité des questions d'organisation, il devient secrétaire puis président du mouvement. À cette fonction, il soutient la tendance « d'amour de la liberté » établie par Femke Halsema contre les éléments les plus communautaires au sein du parti. Outre ce poste, il étudie le travail social et les sciences politiques à l'université d'Amsterdam. Il abandonne cependant ce programme de transition avant de le terminer. 
Le 17 septembre 2009, il est élu président du syndicat de la jeunesse de la CNV. En tant que président, il annonce qu'il mettra moins l'accent sur le caractère chrétien de la CNV. Il soutient l'augmentation de l'âge de la retraite à 67 ans. Le 1er décembre 2009, il est nommé au Conseil économique social. À 23 ans, il devient le plus jeune membre ayant siégé au Conseil. Alors qu'il dirigeait le syndicat de la jeunesse de la CNV, il a corédigé le manifeste électoral 2010 de GroenLinks ; il est membre du conseil d'administration du Christian Social Youth Congress et le fondateur de l'ONG climatique Youth Copenhagen Coalition.

### Carrière politique
En 2010, Klaver est classé septième sur la liste des GroenLinks lors des élections de 2010 où le parti remporte dix sièges. Klaver devient représentant et porte-parole pour les affaires sociales, l'emploi, l'éducation et le sport. Son premier discours concerne l'enseignement supérieur. En 2010, il est nommé « talent politique de l'année » par les journalistes politiques. 
Pour les élections de 2012, Klaver dirige l'équipe de campagne de GroenLinks et est quatrième sur la liste des candidats de ce parti. Cela est suffisant pour être élu, car GroenLinks obtient exactement quatre sièges. Sa conférence TED dans le talk-show de fin de soirée Pauw & Witteman en janvier 2013, est choisie comme la meilleure de cinq jeunes politiciens. 
En 2013, il est coauteur avec Lutz Jacobi du PvdA et Stientje van Veldhoven des D'66 du mémorandum Mooi Nederland (« Beaux Pays-Bas ») qui a pour but de protéger la nature, le paysage, la flore et la faune. En 2013, il rédige un projet de loi d'initiative parlementaire qui, dans un but de transparence, vise à réduire le gaspillage alimentaire. En 2014, il rédige la proposition « Kansen voor kinderen voor het vmbo » (« Des chances pour les enfants dans l'enseignement pré-professionnel »).
Klaver reçoit une attention internationale en s'opposant à l'évasion fiscale en 2013. Il co-rédige l'accord sur les avantages étudiants avec le ministre de l'Éducation Jet Bussemaker et les porte-parole du VVD, des D66 et du PvdA.  
En 2014, il invite l’économiste Thomas Piketty à être auditionné par la Seconde Chambre. Il acquiert une notoriété nationale lorsqu’il critique vivement les rémunérations excessives dans le secteur bancaire, notamment lors d’un échange médiatisé avec le président du conseil de surveillance d’ABN AMRO en 2015. 
Le 12 mai 2015, le chef du parti GroenLinks Bram van Ojik annonce que Klaver prend la direction du parti immédiatement. Jusqu'alors, Klaver avait agi en tant que porte-parole pour la finance, l'agriculture, la nature, le bien-être animal, l'éducation, la culture et la science. Il est membre des commissions parlementaires sur les Affaires étrangères, la Défense, les Affaires européennes, les Affaires économiques, les Finances, l'Éducation, le Contrôle budgétaire, les Affaires sociales, la Santé et les Affaires de procédure.
Jesse Klaver est tête de liste de son parti aux élections législatives néerlandaises de 2017. GroenLinks remporte 14 sièges de représentants contre 4 lors de la précédente législature, en faisant campagne contre les inégalités sociales et économiques.
Après les élections de 2017, Jesse Klaver a continué de jouer un rôle central dans la politique néerlandaise. Avec son collègue Tom van der Lee, il a participé aux négociations qui ont conduit à l’adoption de la loi sur le climat en 2019, fixant notamment l’objectif de réduire les émissions de CO₂ de 95 % d’ici 2050 par rapport à 1990.
En 2019, il a été confronté à des tensions internes au sein de GroenLinks, marquées par le départ du député Zihni Özdil. La même année, il a été réélu chef de son parti pour les élections législatives de 2021, où GroenLinks a toutefois perdu six de ses quatorze sièges.
Klaver s’est ensuite engagé en faveur d’un rapprochement avec le Parti travailliste (PvdA). Cette stratégie a abouti à la création d’un groupe parlementaire commun à la Première Chambre des États généraux et à une liste unifiée GroenLinks-PvdA pour les élections législatives de 2023. Depuis juillet 2023, Klaver est membre des deux partis. En octobre 2023, il est devenu président du groupe parlementaire fusionné, avant de céder cette fonction à Frans Timmermans en décembre, au début de la nouvelle législature.

### Vie privée
Jesse Klaver est marié depuis 2013 et père de quatre fils.

## Résultats électoraux
| Année | Institution                     | Parti | Position dans la liste | Résultats                             | Résultats | Résultats                          | Références |              |   |    |       |     |       |
| Année | Institution                     | Parti | Position dans la liste | Nombre de sièges obtenus par le parti | Résultat  | Résultat                           | Références |              |   |    |       |     |       |
| ----- | ------------------------------- | ----- | ---------------------- | ------------------------------------- | --------- | ---------------------------------- | ---------- | ------------ | - | -- | ----- | --- | ----- |
| Année | Institution                     | Parti | Position dans la liste | Nombre de sièges obtenus par le parti | 2010      | Seconde Chambre des États généraux | Références | Gauche verte | 7 | 10 | 2 466 | Elu | [ 9 ] |
| 2012  | 4                               | 4     | 3 351                  | Elu                                   | [ 10 ]    | Seconde Chambre des États généraux |            | Gauche verte |   |    |       |     |       |
| 2017  | 1                               | 14    | 651 483                | Elu                                   | [ 11 ]    | Seconde Chambre des États généraux |            | Gauche verte |   |    |       |     |       |
| 2021  | 1                               | 8     | 227 982                | Elu                                   | [ 12 ]    | Seconde Chambre des États généraux |            | Gauche verte |   |    |       |     |       |
| 2023  | Parti travailliste-Gauche verte | 3     | 25                     | 149 437                               | Elu       | Seconde Chambre des États généraux | [ 13 ]     |              |   |    |       |     |       |

### Traduction
- (en) Cet article est partiellement ou en totalité issu de l’article de Wikipédia en anglais intitulé « Jesse Klaver » (voir la liste des auteurs).